# Alfred Georges Regner
Alfred Georges Regner (Amiens, 22 febbraio 1902 – Bayeux, 20 settembre 1987) è stato un pittore e incisore francese surrealista.

## Biografia
Dopo i suoi studi alla Scuola di Belle Arti di Amiens e a quella delle Arti Decorative di Calais, Alfred Georges Regner divenne allievo di Gustave Corlin. Diplomato alla Scuola Nazionale di Arti Decorative di Parigi e alla Scuola Nazionale di Belle Arti nel 1932, mostrò un rigore implacabile che suggerì una vocazione all'insegnamento. Sotto l'influenza di sua madre Célina Puget, studiò esoterismo, parapsicologia e si dedicò al disegno automatico del surrealismo dalla fine degli anni 1920.
Dopo aver esercitato la pittura accademica (autoritratto, paesaggi e nature morte), continuò ad esplorare la tecnica del disegno automatico tanto cara ai surrealisti. Ma, a differenza di quest'ultimo, Regner volle comprendere il significato delle forme scaturite dal suo inconscio e approfondì la sua ricerca seguendo, tra gli altri, i corsi di Françoise Dolto.
Nella rete di linee dei suoi disegni automatici, eseguiti ad occhi chiusi, decifrò personaggi reali o addirittura animali fantastici. Grazie al colore li mise in relazione e li fece emergere.
Nel 1970 fondò la fiera dell'incisione originale a Bayeux. Un premio per l'incisione, il Premio Regner-Lhotellier, è stato creato in suo onore e in quello del suo amico pittore Henry Lhotellier. Questo premio viene assegnato ogni due anni dall'Associazione degli amici di Alfred Georges Regner (aaAGR) e premia gli incisori viventi.
A Fontainebleau, introdusse lo scultore Claude Abeille alla pratica plastica.
I suoi dipinti e incisioni sono conservati al museo Baron Gérard a Bayeux, al museo delle belle arti di Calais, al Museo di Piccardia e al castello-museo di Boulogne-sur-Mer. Gli archivi dipartimentali del Calvados conservano parte delle sue opere dipinte e incise. La Biblioteca nazionale di Francia ha un centinaio di sue incisioni.

## Mostre personali
- 1941: Boulogne-sur-Mer, la Casa dell'Arte
- 1953: Boulogne-sur-Mer, Sala de “la Voix du Nord”
- 1956: Parigi, Galerie Raymond CREUZE
- 1960: Fontainebleau, Salle des Fêtes del Teatro Municipale, dipinti e incisioni
- 1966: Parigi, Galerie Simon FLORENTIN - incisioni
- 1966: Fontainebleau, Biblioteca Comunale
- 1968: Bayeux, Museo Baron GERARD, dipinti e incisioni
- 1969: Boulogne-sur-Mer, Castello - Museo, dipinti e incisioni
- 1969: Calais, Museo delle Belle Arti e del Merletto, dipinti e incisioni
- 1969: Dunkerque, Museo delle Belle Arti, dipinti e incisioni
- 1974: Port-en-Bessin, Municipio - dipinti e incisioni
- 1982: Bayeux, Galerie “La Lanterne”, “60 anni di incisione e pittura”
- 1985: Bayeux, Museo Baron GERARD, dipinti

## Mostre collettive
- 1935-1941: Boulogne-sur-Mer, Maison d'art
- 1939: Boulogne-sur-Mer, Bottega del castello di granito
- 1943: Parigi, Galerie Suzanne FROISSART
- 1943: Fontainebleau, Atelier galerie Edmond RIGAL
- 1943-1944-1945: Parigi, Galerie la Boëtie, “La piccola scuola di Fontainebleau e i suoi amici”
- 1945: Castello di Fontainebleau, Pittura contemporanea
- 1951: Casinò di Boulogne-sur-Mer
- 1952 Parigi, Galleria di Belle Arti: Selezione del premio di pittura di Natale - Giornale “Arts” di “Air France”
- 1954: Parigi, Palais des Beaux-arts de la Ville, Società delle scuole francesi - 15 gruppi
- 1954: Parigi, Galleria DURAND-RUEL
- 1956: Milano, Tre Pittori Francesi Galleria del Grattacielo
- 1957: Parigi, Galerie Raymond CREUZE - Bibliofili e incisioni di oggi
- 1957: Fontainebleau, Salone delle feste del Teatro Comunale
- 1959: Parigi, Galerie Raymond CREUZE “30 pittori di arte libera”
- 1960: Meaux, Sala Capitolare
- 1966: Dammarie-les-Lys, Mostra d'Arte Sacra
- 1967: Museo di Calais, “Stampe da BONNARD ai giorni nostri”
- 1968: Museo di Dunkerque, “da CEZANNE ai giorni nostri”
- 1970: Dortmund, X anniversario del gemellaggio Amiens-Dortmund

## Mostre postume
- 1988: 19ª Fiera dell'incisione originale a Bayeux, omaggio a Regner
- 1990: "6ª mostra di stampe, omaggio a Regner », gruppo Corot, Ville-d'Avray
- 1991: Castello-museo di Boulogne-sur-Mer, retrospettiva
- 1992: Museo Baron Gérard de Bayeux, inaugurazione della sala " AG Regner "
- 1995: "25 anni di incisione contemporanea, omaggio ad AG Regner », Hôtel du Doyen a Bayeux
- 1996: Giornata del Patrimonio, ex carmelitano, Tarbes « Quindicina della stampa, da Pissaro a Manessier, omaggio ad AG Regner
- 2007: Retrospettiva nella cappella del Museo degli Arazzi di Bayeux, sotto la direzione degli archivi del Calvados
- 2010: Giornate del Patrimonio" dal realismo al surrealismo "Sala del 7 arrondissement di Parigi